# Breathe (песня Nickelback)
Breathe — 4-й сингл канадской альтернативной рок-группы Nickelback из альбома The State, записанный 21 октября 2000 года. Сингл оказался достаточно популярным и повторил успех Leader of Men.

## Список композиций
1. Breathe (LP Version) — 3:57
2. Breathe (Trimmed Intro Version) — 3:49
3. Call Out Research Hook — 0:16
4. Worthy to Say (акустическая версия, концертная запись) — 4:19

## Чарты
| Чарт (2000)                | Наивиысшая позиция |
| -------------------------- | ------------------ |
| RPM Alternative            | 16                 |
| Hot Mainstream Rock Tracks | 10                 |
| Modern Rock Tracks         | 21                 |